# Русиново
 Тази статия е за селото в Северна Македония.  За селото в Русия вижте Русиново (Русия).  
Русиново (на македонска литературна норма: Русиново) е село в Северна Македония, община Берово.

## География
Селото е разположено в историческата област Малешево.

## История
Параклисът „Свети Архангел Михаил“ е от XIV век. В османски данъчни регистри на немюсюлманското население от вилаета Малешева от 1621 – 1622 година е отбелязано село Русинова, което заедно с Махале-и-кючук с има 44 джизие ханета (домакинства).
В XIX век Русиново е българско село в Малешевска каза на Османската империя. Църквата „Света Петка“ е от първата половина на века. В „Етнография на вилаетите Адрианопол, Монастир и Салоника“, издадена в Константинопол в 1878 година и отразяваща статистиката на населението от 1873 година, Рушново (Rouchnovo) е посочено като село със 130 домакинства, като жителите му са 486 българи. Според статистиката на Васил Кънчов („Македония. Етнография и статистика“) от 1900 г. Русиново е населявано от 1500 жители българи християни и 10 цигани.
Според Христо Силянов след Илинденското въстание в 1904 година цялото село минава под върховенството на Българската екзархия. По данни на секретаря на екзархията Димитър Мишев („La Macédoine et sa Population Chrétienne“) през 1905 година в Русиново има 1752 българи екзархисти и 6 цигани и функционира българско училище.
В селото има комитет на ВМОРО, възстановен в края на 1909 година от Христо Чернопеев, Михаил Думбалаков, Костадин Самарджиев – Джемото и Кочо Хаджиманов.
При избухването на Балканската война в 1912 година 18 души от Русиново са доброволци в Македоно-одринското опълчение.
През 1947 година от агенти на УДБА е убит от засада без съд и присъда заради българското си самосъзнание местния жител Глигор Петров заедно с още 12 души.
Според преброяването от 2002 година селото има 2095 жители.
| Националност     | Всичко |
| северномакедонци | 2092   |
| албанци          | 0      |
| турци            | 0      |
| роми             | 0      |
| власи            | 0      |
| сърби            | 1      |
| бошняци          | 0      |
| други            | 2      |

## Личности
Родени в Русиново
- Александър Маринов, български революционер, сътрудник на Саблярската бомболеярна в 1898 година[11]
- Анастас Алексов, македоно-одрински опълченец, 23-годишен, земеделец, неграмотен, 2 рота на 7 кумановска дружина[12]
- Атанас Алексов, македоно-одрински опълченец, 24-годишен, 3 рота на Кюстендилската дружина[13]
- Атанас Белчев (1975 – 1912), български революционер
- Васил Стоицов, български революционер от ВМОРО, малешевски селски войвода, убит след Първата световна война в местността Палазлия край Русиново[14]
- Гале Джингаров, български революционер, деец на ВМРО[15]
- Георги Чангуров (1899 – 1929), български революционер от ВМРО
- Григор Дончев, български революционер от ВМОРО, четник на Григор Георгиев Зверката[16]
- Драган Даутовски (р. 1957), музикант от Северна Македония
- Евтим Кушев (Кушов), български революционер от ВМРО
- Иван Белчев (1867 – 1921), български революционер
- Коста Бекяров (? – 1907), български революционер
- Коста Чукаров (Чукарчето) (1882 – 1915), български революционер от ВМОРО
- Костадин Балтов, Гале Джингаров, Павле Гащарски, Петре Гащарев, Глигор Киранев, Ефтим Стоицев, Атанас Страторов, Тимо Чилев, дейци на ВМРО[17]
- Костадин Зелников (1869 – 1906), български революционер, войвода на ВМОРО
- Манчо Калпаков, войвода на контрачета в годините на Втората световна война, бореща се с комунистическите партизани в Струмишко[18]
- Милан Иванов (1900 – 1929), български революционер от ВМРО
- Мирчо Христов, български революционер от ВМОРО, четник на Григор Георгиев Зверката[16]
- Никола Русински (1875 – 1942), български революционер
- Петър Стоянов (ок. 1855 – ?), четник в доброволческата чета на Стоян Богданцалията
- Симеон Алексиев (Алексов), македоно-одрински опълченец, 21 (22)-годишен, калайджия, I клас, 2 рота на 7 кумановска дружина[12]

Починали в Русиново
- Александър Китанов (1881 – 1906), български революционер
- Георги Думчев (1881 – 1906), български революционер
- Даме Груев (1871 – 1906), български революционер